# Một lít nước mắt
1 Litre of Tears (1リットルの涙 Ichi rittoru no namida, "Một lít nước mắt"; hay còn gọi là Nhật ký nước mắt hoặc Nhật ký Aya) là loạt phim truyền hình Nhật Bản của Fuji Television, kể về một cô gái mắc phải một căn bệnh thoái hóa tiểu não lúc còn rất trẻ (chỉ mới 15 tuổi) nhưng bằng nỗ lực phi thường, cô vẫn cố gắng sống tốt đến ngày qua đời vào năm 25 tuổi.
Bộ phim được xây dựng dựa trên một câu chuyện có thật từ quyển nhật ký của Kito Aya, vốn bị phải căn bệnh hiểm nghèo Thoái hoá tiểu não. Quyển nhật ký với lời tựa "Một lít nước mắt"– vốn do bác sĩ chăm sóc cô đề xuất để tiện việc theo dõi tiến trình của căn bệnh – được cô viết cho đến khi cơ thể cô bị liệt hoàn toàn, sau đó được xuất bản không lâu trước khi Aya qua đời. Mặc dầu có vài nhân vật cũng như tình huống hư cấu, phần lớn các cuộc thoại trong phim được cho là xuất phát từ nguyên tác của quyển nhật ký. Bên cạnh đó cuối mỗi tập phim đều có phần trích dẫn nội dung của quyển nhật ký, kèm theo là hình ảnh của Aya qua từng thời kì căn bệnh của cô. Có thể thấy bộ phim đã cố gắng có được sự cân bằng giữa các tình tiết có thật và hư cấu, qua đó các khán giả có thấy rõ cuộc đấu tranh đầy quả cảm của Aya với căn bệnh quái ác. Nhân vật Haruto Asou trong tình huống này như là một nhân vật hoàn toàn hư cấu, dầu vậy Asou được xem là một khía cạnh quan trọng trong quá trình hình thành cảm xúc của Aya xuyên suốt trong các tập phim, điều này phần nào giúp người xem hiểu rõ hơn các diễn biến cảm xúc của Aya qua từng trang nhật ký – vốn được lược dẫn ở mỗi cuối tập phim.
Tại Việt Nam, phim từng được TVM Corp. mua bản quyền và phát sóng trên kênh HTV3.

## Mạch truyện
Câu chuyện bắt đầu khi Aya chuẩn bị cho một học kì mới. Mặc dù là một cô gái năng động nhưng thường xuyên bị các chấn thương vật lý quấy rối, trong đó chỉ có mẹ cô là nhận biết sự khác thường này (mẹ Aya là một nhân viên phụ trách ở Viện dinh dưỡng cộng đồng). Căn bệnh của Aya thực sự được chẩn đoán khi một ngày cô vô ý té ngã trên đường đến trường. Diễn biến câu chuyện cho thấy mặc dù phải đối mặt với một căn bệnh không thể chữa trị, nhưng Aya vẫn luôn gắng sống tốt với mong muốn một ngày nào đó mình có thể giúp đỡ người khác.
Mong muốn một cuộc sống bình thường như bao cô gái đồng trang lứa, Aya cố gắng làm bạn với tất cả mọi người. Sau đó cô phát triển tình cảm với Haruto. Mặc dù là một người luôn sống cách biệt và trầm lặng, Haruto luôn đối xử rất tốt với cô. Trong lúc bệnh tình của Aya ngày một xấu đi và biết mình không còn nhiều thời gian, cô gửi lại món quà mà Haruto đã tặng. Haruto sau đó biết được những gì đang chờ đợi cô phía trước, khi đọc lá thư của Aya.
Kito Aya đã thể hiện một sự quả cảm và nhân cách lạc quan hiếm có trước căn bệnh không thể cứu chữa là "Thoái hoá dây thần kinh tiểu não" Spinocerebellar Degeneration. Bộ phim kể về cuộc sống mười năm của cô bao gồm khoảnh khắc Aya tốt nghiệp trung học (ở trường khuyết tật) trong khi bệnh tình của cô ngày càng trầm trọng.
Bộ phim khai thác một chuỗi các cảm xúc gồm người bệnh, gia đình, bạn bè và cộng đồng phải trải qua khi một người nào đó bị bệnh hiểm nghèo khi còn quá trẻ. Vì vậy bộ phim đã đưa vào nhiều tình tiết liên quan đến việc chăm sóc người bệnh trong gia đình của những người thân đồng thời cũng lên tiếng chỉ trích những quan điểm và thái độ tiêu cực còn tồn tại trong xã hội Nhật đối với người tàn tật. Mỗi một ngày trôi qua, Aya lại phải đối mặt với các khó khăn mới do bệnh tình đem lại, vì vậy loạt phim được cho là một sự trân trọng sâu sắc dành cho tinh thần quả cảm của người đã viết rằng "đây là câu chuyện về một cô gái bị chọn lựa bởi căn bệnh lạ".

## Các tập phim
Bộ phim bắt đầu bằng cảnh một số bạn học cùng lớp Aya than phiền về việc họ bị chậm khi lên lớp cùng Aya. Sau đó Aya quyết định đến học trường dành cho người khuyết tật. Trước khi đi, Aya đã gởi lời chào trước lớp, nói rằng cô sẽ chỉ khóc đủ một lít nước mắt vì cô biết nước mắt không thể chữa được căn bệnh mà cô đang mắc phải, và rằng nước mắt chỉ làm mất thời gian quý báu còn lại của cô.
"Sự bắt đầu của tuổi trẻ"
(ある青春の始まり
Tập phim bắt đầu trước khi Aya nhận ra căn bệnh Spinocerebellar Ataxia, theo đó tế bào thần kinh của khu vực não chịu trách nhiệm kiểm soát việc di chuyển và giữ cho cơ thể cân bằng gồm não, tế bào thần kinh và dây thần kinh cột sống của cô đang dần biến dạng và thoái hóa.
Cảnh đầu tiên có vẻ được dùng để tưởng nhớ đến bộ phim Ikiru của đạo diễn huyền thoại Nhật Kurosawa Akira với các hình ảnh chẩn đoán não của Aya bằng các hình ảnh chụp cộng hưởng từ (MRI). Aya, trong lúc đó hoàn toàn khỏe mạnh và tràn đầy sức sống trong một trận thi đấu bóng rổ với sự ủng hộ nồng nhiệt của bạn bè. Mizuno, người sau này là bác sĩ của Aya đang trình bày những biến chứng căn bệnh của cô, một hình ảnh hoàn toàn đối lập với hình ảnh lạc quan của Aya sau khi giành chiến thắng sau trận đấu. Hình ảnh tương phản này sẽ là nhân tố quan trọng xuyên suốt mạch phim: làm thế nào có thể tồn tại một loại bi kịch đơn thuần dựa trên các chẩn đoán y khoa đối với một con người hoàn toàn khỏe mạnh và tràn đầy sức sống như thế? Sự tương phản này còn được thể hiện qua cảm xúc nội tâm của bác sĩ Mizuno, người mà cả cuộc đời nghề nghiệp là một cuộc chiến dằn vặt giữa sự nghiệt ngã của khoa học và mối quan tâm, tình cảm chân thành dành cho người bệnh, vốn sẽ phải đối mặt với cái chết không thể tránh khỏi.
Ikeuchi Aya (Sawajiri Erika), một cô gái 15 tuổi trong một gia đình trung lưu Nhật Bản. Cô sống cùng người mẹ giàu lòng nhân ái Shioka làm việc ở viện dinh dưỡng và người cha vui tính làm nghề bán đậu phụ, ngoài ra còn có em trai Hiroki trầm tính và hai cô em gái: Ako và Rika bé bỏng. Mọi chuyện bắt đầu vào ngày cô tham gia cuộc thi tuyển sinh vào trường trung học. Do phải dậy sớm giúp cha nên cô ngủ quên trên xe bus và bị lỡ bến. Trên đường chạy bộ đến trường cô té và bị thương ở chân, đó cũng là lần đầu tiên cô gặp mặt Haruto, lúc này đang dự định bỏ qua môn thi đầu nhưng sau đó anh chàng cho cô quá giang đến trường vì biết cô đã trễ kì thi trong lúc trời bỗng dưng đổ mưa. Cảm kích trước hành động nhân ái của Haruto, người giám thị đồng ý cho hai người làm bài thi ở phòng y tế, vốn dĩ sau đó cả hai cùng đỗ.
Khi học kì mới bắt đầu, Aya và Haruto nhận ra họ cùng lớp với nhau và cùng được bầu làm trưởng lớp. Aya tham gia vào đội bóng rổ ở trường và tái ngộ người bạn trai học lớp trên mà bấy lâu cô yêu mến. Nhưng đó cũng là lúc cô bắt đầu nhận thấy những điều bất bình thường ở cơ thể mình khi thỉnh thoảng trượt tay khi gắp thức ăn, luôn làm tràn nước khi rót và đôi khi trượt chân khi di chuyển. Mẹ của cô, Shioka, bắt đầu nhận thấy sự thay đổi ở con gái và tỏ ra ngờ vực trước sự bất bình thường ấy.
Vào một ngày đến trường, cô bị té. Dù vậy khác với người bình thường, cô không thể dùng tay để cân bằng khi ngã mà va mặt trực tiếp xuống mặt đường khiến cằm cô bị thương. Đây cũng là tai nạn mà sau đó chẩn đoán ra căn bệnh số phận của đời cô.
Vốn là một nhân viên chịu trách nhiệm tư vấn chăm sóc sức khoẻ cộng đồng, mẹ của cô, Shioka, nhanh chóng nhận ra sự bất bình thường qua tai nạn của Aya khi con gái không thể dùng tay chống đỡ cơ thể khỏi sự va đập như người khác do cơ thể không phản ứng kịp thời để hỗ trợ cơ thể cô giữ cân bằng. Shioka sau đó liên hệ với bác sĩ Mizuno, người có kinh nghiệm mười năm với các bệnh tai biến về thần kinh, và ngay lập tức người bác sĩ đã ngờ vực một sự chẳng lành sắp xảy ra. Bằng cách chẩn đoán qua phương pháp chụp phóng xạ MRI, cho thấy Aya đã là nạn nhân tiếp theo của căn bệnh quái ác khi các bức ảnh cho thấy một phần não của Aya đang bắt đầu thoái hóa. Ngay sau đó bác sĩ Mizuno, bằng một hành động dứt khoát, yêu cầu Shioka chuẩn bị cho những điều tệ hại nhất: chấp nhận sự thật của căn bệnh và bắt đầu cho các bước chuẩn bị để thích nghi vì Aya sẽ bắt đầu mất sự kiểm soát với từng phần cơ thể cho dù tinh thần cô vẫn tỉnh táo.
Sự chân thực nhưng có phần lãnh cảm của bác sĩ Mizuno sau đó được giải thích như là kết quả của những lần tận mắt chứng kiến lần lượt từng bệnh nhân của mình ra đi một cách đầy hối tiếc. Trong tâm trí của bác sĩ Mizuno lúc này điều cần làm nhất là giúp Aya và gia đình cô chấp nhận sự nghiêm trọng của cô và bắt đầu các bước liệu pháp chữa trị.
"Tuổi 15 bị đánh cắp"(15才、忍びよる病魔)
Là một người mẹ, Shioka không thể chấp nhận sự thật đau đớn từ kết quả chẩn đoán cũng như từ chối báo cho Aya về bệnh tình của cô. Shioka, sau đó chấp nhận việc cho Aya uống thuốc nhưng yêu cầu kết quả MRI để có thể làm các chẩn đoán xa hơn về căn bệnh. Mizuno, với bản tính thực tế vốn có, ông ra sức khuyên Shioka nên nhanh chóng chấp nhận căn bệnh nhưng bà một mực từ chối. Thực tế, mặc dù ngoài mặt vẫn luôn vui vẻ với gia đình nhưng trong lòng bà đang diễn ra một cuộc chiến tâm lý. Đây là thời gian Aya đang hưởng mọi niềm vui từ khi vào trường và tham gia các hoạt động thể thao. Liệu Aya có chịu nổi gánh nặng của căn bệnh mà cô đang mang trên mình và có thể tiếp tục một cuộc sống bình thường như bao cô gái khác? Hay là nên để cho Aya có thêm một chút thời gian nữa cho cô bé hưởng trọn niềm vui từ cuộc sống mới này? Vì có một thực tế là nếu chấp nhận căn bệnh SCD này, người bệnh không những phải đơn thuần nhận thức về triệu chứng của nó mà còn phải sẵn sàng chấp nhận tiến trình khắc nghiệt khi mỗi buổi sáng thức giấc đồng nghĩa với một khó khăn mới đang chờ phía trước người bệnh. Lo Aya khó lòng đối mặt với sự thật này, Shioka quyết định sẽ chờ một thời gian nữa trước khi cho Aya biết về căn bệnh. Và vì vậy bà nói dối với con rằng đó chỉ là một hội chứng rối loạn thần kinh thông thường ở lứa tuổi mới lớn. Shioka đã chọn cách này hơn là bắt Aya đối mặt với một sự thật vượt ngoài sức chịu đựng của cô.
"Tại sao lại là con?"(病気はどうして私を選んだの)
"Sự cô đơn của hai con người"(二人の孤独)
"Quyển nhật ký của người bệnh"(障害者手帳)
"Những cái nhìn kì thị"(心ない視線)
"Nơi tôi thuộc về"(私のいる場所)
"Một lít nước mắt"(1リットルの涙)
"Tôi vẫn sống"(今を生きる)
"Lá tâm thư"(ラブレター)
"Ở đó tôi không còn nước mắt"(遠くへ、涙の尽きた場所に)
Trong tập phim cuối cùng này cho thấy sự sa sút nghiêm trọng trong việc di chuyển của Aya dưới tác động của căn bệnh ở thời kì cuối.
Lúc này bệnh của Aya đã cảm thấy khó khăn hơn trong việc cầm viết, dầu vậy Aya vẫn cố gắng tiếp tục cho dòng nhật ký của mình. Takano, một tình nguyện viên ở trường khuyết tật đã xin phép Aya được xuất bản các quyển nhật ký của cô để in trên một số tạp chí và tập san. Những dòng chữ lập tức gây ra một phản ứng mạnh mẽ và bỗng chốc trở thành một hiện tượng đối với hàng triệu độc giả trên khắp nước Nhật. Về phần Asou thì lúc này cậu đã miễn cưỡng chấp nhận lời đề nghị Aya không liên lạc với cô nữa nhưng vẫn gìn giữ bức thư của cô trong lúc ra sức học tập để theo đuổi ngành y khoa.
Tình hình sức khỏe của Aya chuyển biến xấu đi với tốc độ kinh ngạc đối với bác sĩ Mizuno và các cộng sự. Aya lúc này cũng đã cảm nhận được điều này khi biết mình đang tiến gần hơn giai đoạn của các người bệnh như cô mà cô đã có dịp quan sát trước đây. Trong khi đó bác sĩ Mizuno đang ra sức theo đuổi các nghiên cứu của mình trong một cuộc chiến giữa cảm giác tuyệt vọng trước căn bệnh không thể chữa trị và sự cổ vũ không ngừng từ việc chứng kiến cuộc đấu tranh không biết mệt mỏi của Aya với căn bệnh quái ác. Trái với sự mong đợi và nỗ lực này của Mizuno, cộng đồng các bác sĩ bệnh viện và trường đại học Jonan đã từ chối cho các nghiên cứu tiếp theo với lý do cho rằng sẽ tốt hơn nếu đầu tư tiền bạc và công sức vào một dự án khả thi khác.
Cuộc sống của gia đình Ikeuchi vẫn tiếp tục với một vài nỗ lực riêng để giúp Aya có thể tham gia vào không khí gia đình. Bé Rika đem đến cho cô bức tranh cửa hàng đậu phụ và con chó của cô, Ganmo, để giúp Aya có thêm cảm giác hòa nhập. Dầu vậy tình hình của Aya đã xấu đi trông thấy, khả năng phát âm của cô đã yếu đi và giọng nói đã trở nên yếu hẳn và sự di chuyển trên đôi chân hầu như không còn. Cảm nhận được điều này, gia đình cô bắt đầu tìm cách ghi lại các thời khắc quý báu của Aya và mọi người. Em gái Aya, Ako, lúc này đã bộc lộ năng khiếu hội họa xuất sắc của mình bằng việc đoạt giải nhất một cuộc thi vẽ tranh với tác phẩm từ bức ảnh chụp của gia đình vào ngày Aya nhập học ở ngôi trường mới. Bức tranh giờ đây cũng được treo ở đó, ngôi trường mà giờ đây Ako đang cố gắng hết sức để tiếp tục những gì chị mình đã bỏ lỡ. Aya sau đó, dưới sự giúp đỡ của gia đình, trở lại ngôi trường, nơi mà giờ đây cô không còn cảm giác gì ngoài sự mất mát, đâu đó cũng văng vẳng âm thanh từ bản đồng ca mà trước đây năm năm cô đã cùng thực hiện với Aso và các bạn.
Tình cảnh của Aya ngày càng trở nên bi đát. Khả năng đi lại của cô cuối cùng cũng bị tước bỏ trong lúc cô cố gắng chăm sóc bình hoa mà Asou đã gửi tặng. Đó là giờ phút Aya lo sợ từ lâu vì đó cũng là bằng chứng cho thấy cô sẽ không bao giờ thoát được định mệnh mà cô sẽ đối mặt vào một ngày gần đây. Quá đỗi đau lòng trước hoàn cảnh của con, Shioka đã không kiềm nước mắt khi nói với Aya: "Dù sau mẹ cũng còn đủ sức để ẵm con mà!". Bố của Aya cũng đã trở nên mỏi mệt và cũng đã không còn sức để kiềm chế cảm xúc của mình, trong khi bố của Asou đứng trầm ngâm bên ngoài phòng cô và buồn lặng lẽ.
Asou lúc này đã trở thành một sinh viên y khoa và tương lai sẽ trở thành bác sĩ. Mặc dù tránh gặp mặt Aya nhưng cậu vẫn luôn nhớ đến cô và thường đến bệnh viện quan sát Aya nỗ lực một cách khó khăn trước các bài tập trị liệu hàng ngày. Trong một lần cùng với bác sĩ Mizuno theo dõi Aya luyện tập, cậu đã mở lòng mình và thú nhận quyết định vào trường y của mình là vì Aya, và rằng cô sẽ là phần quan trọng cho sự nghiệp y khoa sau này của cậu.
Lo lắng trước bệnh tình của Aya, Asou đã đến thăm cô, lúc này chỉ còn có thể nói chuyện một cách khó khăn và đứt quãng. Cậu mang đến và đọc cho Aya lời nhắn qua bưu thiếp của một cô gái cũng mắc phải căn bệnh như Aya. Cô thuật lại nỗi thất vọng và bi quan cùng mọi sự đau buồn mà cô đã gánh lấy khi đối mặt với căn bệnh này. Thế nhưng bằng cách đọc những lời đầy khích lệ từ nhật ký của Aya, cô đã trở nên mạnh mẽ hơn và không còn những suy nghĩ tiêu cực như trước nữa. Điều này cũng chứng tỏ rằng, Aya đã giúp đỡ được người khác, một điều mà bấy lâu nay cô điều ao ước mình có thể thực hiện được. Với đôi mắt ngấn lệ, Aya dùng sức lực còn lại vén bức màn ra hiệu cho Asou đến bên giường. Sau đó cậu quỳ bên giường của cô và lắng nghe lời cô thều thào trong nước mắt: "Asou -kun, mặc dầu Aya không còn bước đi được, nhưng Aya vẫn có thể giúp đỡ người khác... giúp đỡ người khác" và cả hai cùng nhạt nhòa trong nước mắt.
Aya sau đó đã trở về bên gia đình lần cuối. Trong lần về thăm này, cô đã gửi tặng các em cô những món quà giáng sinh cùng những lời tri ân của cô dành cho họ, lòng cảm kích trước sự hi sinh mọi quyền lợi so với các đứa trẻ cùng trang lứa để dành những gì tốt nhất cho cô, và đó cũng là lần cuối cùng họ hạnh phúc bên nhau cùng Aya.
Aya sau đó quay lại bệnh viện tiếp tục chiến đấu với căn bệnh của mình, điều mà giờ đây với cô chỉ còn là vấn đề thời gian. Tại đây Asou đã có lần gặp gỡ với Aya và đọc lại cho cô nghe các dòng nhật ký mà cô đã viết. Sự xúc động của Asou  thực sự vỡ òa khi cậu đọc đến đoạn "Okaasan, watashi kekkon dekiru?" (Mẹ à, con có thể kết hôn được không?). Aya sau đó nhắm mắt lại và nước mắt vẫn còn tuôn rơi khi cô đã vào giấc ngủ. Một giấc mơ khác lại hiện về, ở đó cô thấy lại Asou trong lần gặp mặt lần đầu tiên khi cậu chở cô đến trường và lúc cậu giúp cô thu dọn những quả bóng ném hỏng của cô khi căn bệnh đã lấy đi môn thể thao mà cô yêu thích. Thế nhưng giờ đây trong giấc mơ cô lại thấy mình hoàn toàn khỏe mạnh và đang ghi bàn cho đội bóng trong tiếng hò reo của mọi người, và dĩ nhiên ở đó cũng có Asou yêu mến của cô, lúc này đang nhìn lên cười mãn nguyện.
Thế rồi giấc mơ đẹp đẽ ấy bất chợt dừng lại trong tiếng còi báo hiệu tình trạng nguy cấp của bệnh nhân. 5 năm sau, tình trạng của Aya đã trở nên nguy kịch. Những nỗ lực cuối cùng của người bác sĩ luôn tận tụy bên cô, Mizuno, lần này đã không thể giúp cô tỉnh lại. Sự sống đang mất dần và Aya đã ra đi mãi mãi ở tuổi 25.
Ở cảnh cuối của bộ phim, lúc này bà Shioka cùng chồng là ông Mizuo đến viếng mộ của Aya và gặp bác sĩ Mizuno. Cả ba người cùng trò chuyện về Aya, về những điều tốt đẹp mà cô đã làm được. Tiếp theo đó, họ thấy hàng ngàn người, những người đã đọc nhật ký của Aya, đến viếng mộ của cô gái đã cho họ nghị lực để sống, để tiếp tục bước đi trên con đường của mình. Cuối cùng là hình ảnh của Aya rạng rỡ khi đang tập ném bóng rổ, bên cạnh cửa là Asou đứng xem cô luyện tập.
"1 Litre no Namida Special: Ký ức"(1リットルの涙」特別篇‧追憶)
Đây là tập phim được làm vào năm 2007, nội dung nói về những chuyện xảy ra nửa năm sau khi Ikeuchi Aya mất. Lúc này, Ako đã tốt nghiệp và trở thành y tá, em trai Hiroki trở thành một sĩ quan cảnh sát, còn bé Rika học trường THPT Higashikou, ông bà Ikeuchi cũng đã lớn tuổi. Còn Asou đã trở thành bác sĩ khoa thần kinh học bệnh viện Đại học Jonan. Từ khi Aya mất, cậu sống khép kính, trầm lặng. Nhưng rồi cậu gặp Nagashima Mizuki - 1 bệnh nhân thoái hoá tiểu não như Aya. Cô bé 14 tuổi này khi biết về căn bệnh của mình đã rất chán nản, đau khổ và luôn nghĩ đến cái chết. Rồi cô đọc được nhật ký của Aya và hỏi mọi người về tác giả quyển nhật ký nhưng hầu như không ai biết rõ. Thấy tình hình của cô bé, Asou đã kể lại cho cô về cuộc đời của người con gái quan trọng nhất với cậu để cho Mizuki có thêm niềm tin vào cuộc sống này.

## Diễn viên
- Sawajiri Erika (沢尻 エリカ) - Ikeuchi Aya
- Yakushimaru Hiroko - Ikeuchi Shioka (Mẹ Aya)
- Ryo Nishikido  - Asou (Người yêu sau này của Aya)
- Jinnai Takanori - Ikeuchi Mizuo (Cha Aya)
- Narumi Riko - Ikeuchi Ako (Em gái Aya)
- Fujiki Naohito - Mizuno Hiroshi (Bác sĩ chăm sóc Aya)
- Koide Saori - Sugiura Mari (Bạn thân Aya)
- Sanada Yuma - Ikeuchi Hiroki (Em trai Aya)
- Miyoshi Ai - Ikeuchi Rika (Em gái út của Aya)
- Morimoto Sarasa - Ikeuchi Rika (trong 1 Litre of Tears - Special Episode)
- Matsuyama Kenichi - Kawamoto Yuji (Người yêu đầu của Aya)
- Matsumoto Kana - Matsumura Saki
- Mizutani Momosuke - Onda Kohei
- Hashidume Ryo - Nakahara Keita
- Katsuno Hiroshi - Asou Yoshifumi (Cha Asou)
- Onishi Asae (大西麻恵?) - Oikawa Asumi (Bạn cùng phòng của Aya ở trường khuyết tật.)
- Katō Kazuko (かとうかずこ?) - Oikawa Kikue (Mẹ của Asami)
- Satō Yuuki - Asou Keisuke (Anh trai Haruto)
- Hamaoka Maya - Fujimura Madoka
- Tonesaku Toshihide - Takano Kiichi (Tình nguyện viên tại trường khuyết tật)
- Satō Shigeyuki - Nishino Ryouzou (Giáo viên trường cũ của Aya)
- Okamoto Anri - Nagashima Mizuki (trong 1 Litre of Tears - Special Episode)
- Komoto Masahiro - Takigawa Makoto (trong 1 Litre of Tears - Special Episode)
- Iwahashi Michiko - Sakurai Naoko (trong 1 Litre of Tears - Special Episode)

## Diễn viên lồng tiếng (phát sóng trên HTV3)
- Cao Thụy Thanh Hồng - Aya
- Hồ Tiến Đạt - Asou
- Nguyễn Vũ Minh Chuyên - Ikeuchi Shioka
- Trần Vũ - Ikeuchi Mizuo
- Nguyễn Anh Tuấn - Hiroshi Mizuno
- Phan Thị Kim Phước - Ikeuchi Ako
- Trần Hoàng Sơn - Ikeuchi Hiroki
- Võ Huyền Chi - Ikeuchi Rika
- Lê Hà Khánh Vân - Sugiura Mari
- Võ Ngọc Quyên - Matsumura Saki
- Trần Gia Trí - Kawamoto Yuji
- Thái Minh Vũ - Onda Kohei
- Lê Trường Tân - Nakahara Keita
- Hồ Chơn Nhơn - Asou Yoshifumi
- Trương Ngọc Châu - Oikawa Asumi
- Lâm Quốc Tín - Nishino Ryouzou
- Trịnh Kiêm Tiến - Asou Keisuke
- Lê Hà - Tomita

## Chuyển thể
- Khúc hát mặt trời (VTV3, 2015)